# Завалищено
Завалищено — село в Чернянском районе Белгородской области. Входит в состав Волоконовского сельского поселения.

## История
В источниках, посвящённых Среднерусской Чернозёмной области, говорится: “... здесь с очень древних времён существовали водные пути, служившие для торговых сношений: близ многих рек ... находят арабские монеты VIII-IX веков... Одним из путей был путь с Сейма на Северный Донец и далее на Дон и на Азовское море, с вероятным вариантом Сейм-Оскол-Донец ..."". (стр. 267, “Россия”, под ред. В.П. Семёнова, Т.2, С.Петербург, 1902 г). Известно, в частности, что летом 1927 г. крестьянин с. Завалищина, б. Казачанской вол., Старо-Оскольского уезда Курской губ. Феоктист Ильич Шеховцов выпахал плугом 12 цельных и 41 половину серебряных монет, отчеканенных в государствах Ближнего Востока, Византии, Африки VIII-IX вв, которые он предложил для покупки Музею Изящных Искусств в Москве. И особо подчеркивается, что :"Среднерусская возвышенность (особенно в районе нашего края) никогда не была покрыта ледником".  Это обстоятельство является весьма важным для проживания здесь людей в период раннего палеолита и верхнего палеолита.

## География
Находится в северо-восточной части Белгородской области, в лесостепной зоне, в пределах Среднерусской возвышенности, на правом берегу реки Оскол, на расстоянии примерно 7 километров (по прямой) к северу от Чернянки, административного центра района. Абсолютная высота — 127 метров над уровнем моря.

### Климат
Климат характеризуется как умеренно континентальный, с холодной зимой и продолжительным тёплым летом. Среднегодовая температура воздуха — 6,3 °C. Средняя температура воздуха самого холодного месяца (января) — −8,4 °C (абсолютный минимум — −37 °C); самого тёплого месяца (июля) — 20,3 °C (абсолютный максимум — 42 °C). Безморозный период длится в среднем 157 дней. Годовое количество атмосферных осадков — 462 мм, из которых большая часть выпадает в период с апреля по октябрь. Снежный покров держится около 109 дней.

### Часовой пояс
Село Завалищено как и вся Белгородская область, находится в часовой зоне МСК (московское время). Смещение применяемого времени относительно UTC составляет +3:00.

## Население
| 2002 | 2010 |
| ---- | ---- |
| 300  | ↘289 |

### Половой состав
По данным Всероссийской переписи населения 2010 года в гендерной структуре населения мужчины составляли 45 %, женщины — соответственно 55 %.

### Национальный состав
Согласно результатам переписи 2002 года, в национальной структуре населения русские составляли 96 %.